# Čekinjasta broćika
Čekinjasta broćika (Priljepača, rukodrž, hvatavac, ljepljiva broćika, broćika ljepljiva lat. Galium aparine) je jednogodišnja zeljasta biljka iz porodice Rubiaceae. Raste u Sjevernoj Americi i Euroaziji.

## Opis
Biljka je fino dlakava, dužine 1 - 1,5 metara. Cvjetovi su bijeli odnosno zelenkasti, promjera 2-3 mm, imaju 4 latice. Cvate u rano ljeto.

## Uporaba u narodnoj medicini
Tradicionalno se koristi za liječenje bolesti kože, i to prije svega svježe iscijeđen sok biljke u cvatu. Biljari smatraju i da spušta krvni tlak te tjelesnu temperaturu. Pripremljena kao čaj, djeluje kao tonik, diuretik i laksativ. Po tradicionalnoj kineskoj herbalnoj medicini može se koristiti i kao sredstvo protiv pretjeranog znojenja.
U službenoj medicini se ne koristi. Eksperimentalnim kliničkim studijama utvrđeno je da pokazuje i antitumorsko djelovanje.
U staroj Grčkoj i antičkom Rimu koristila se za ugrize zmija.
U Velikoj Britaniji se biljna tinktura koristila kod gube, psorijaze, ekcema, lupusa i akni. U viktorijanskom razdoblju koristila se kao dio lijeka protiv kašlja, kao imunostimulirajuće i iskašljavajuće sredstvo. U Indiji se koristi kao laksativ.
U njemačkoj narodnoj medicini korištena je kod bolesti mokraćnog mjehura, zadržavanja mokraće i stvaranja bubrežnih kamenaca i pijeska, pri različitim kožnim osipima, lišajima i drugim kožnim bolestima.
U narodnoj medicini Rusije, u zapadnom Sibiru i na Altaju, vjeruje se da pripravci djeluju anti-febrilno, diuretski, koleretično, hemostatiski, pročišćavaju krv, smanjuju bolove. Svježi sok se uzima kod gušavosti, epilepsije, skorbuta, gojaznosti, gonoreje i odavno se koristi za liječenje rana na jeziku. Sok, infuzija i prašak koriste se kod bolesti jetre, žutice, urolitijaze, cistitisa, anurije, ascitesa, grimizne groznice, raka dojke, crijevnih kolika, bolesti bubrega i reume.

## Jestivost
Jestiva je cijela sasvim mlada biljka. Plodovi se mogu pržiti i koristiti kao zamjena za kavu.

## Sastav
Sadrži iridoide i glikozide poput asperulozidne kiseline i 10-deacetilasperulozidne kiseline , asperulozida, monotropeina i aukubina, alkaloide poput kofeina, fenole tipa fenolne kiseline, antrakinonske derivate poput aldehida nordamnakantala, flavonoide i kumarine,organske kiseline poput limunske kiseline i crveno bojilo.
Također sadrži taninske tvari i saponine,kao i oko 128 mg% vitamina C.

## Ostali vidovi uporabe
Nekada je korištena za punjenje madraca, koristila se i kao cjedilo za mlijeko. Uvarak korijena daje crveno bojilo za vunu.
- G. aparine
- G. aparine
- G. aparine
- G. aparine
- G. aparine
- G. aparine

## Vanjske poveznice
- PFAF database - Galium aparine